# Conus leopardus
Conus leopardus là một loài a ốc biển săn mồi, là động vật thân mềm chân bụng sống ở biển trong họ Conidae, họ ốc cối. Truy cập qua World Register of Marine Species at http://www.marinespecies.org/aphia.php?p=taxdetails&id=215464 on 2011-03-10</ref>

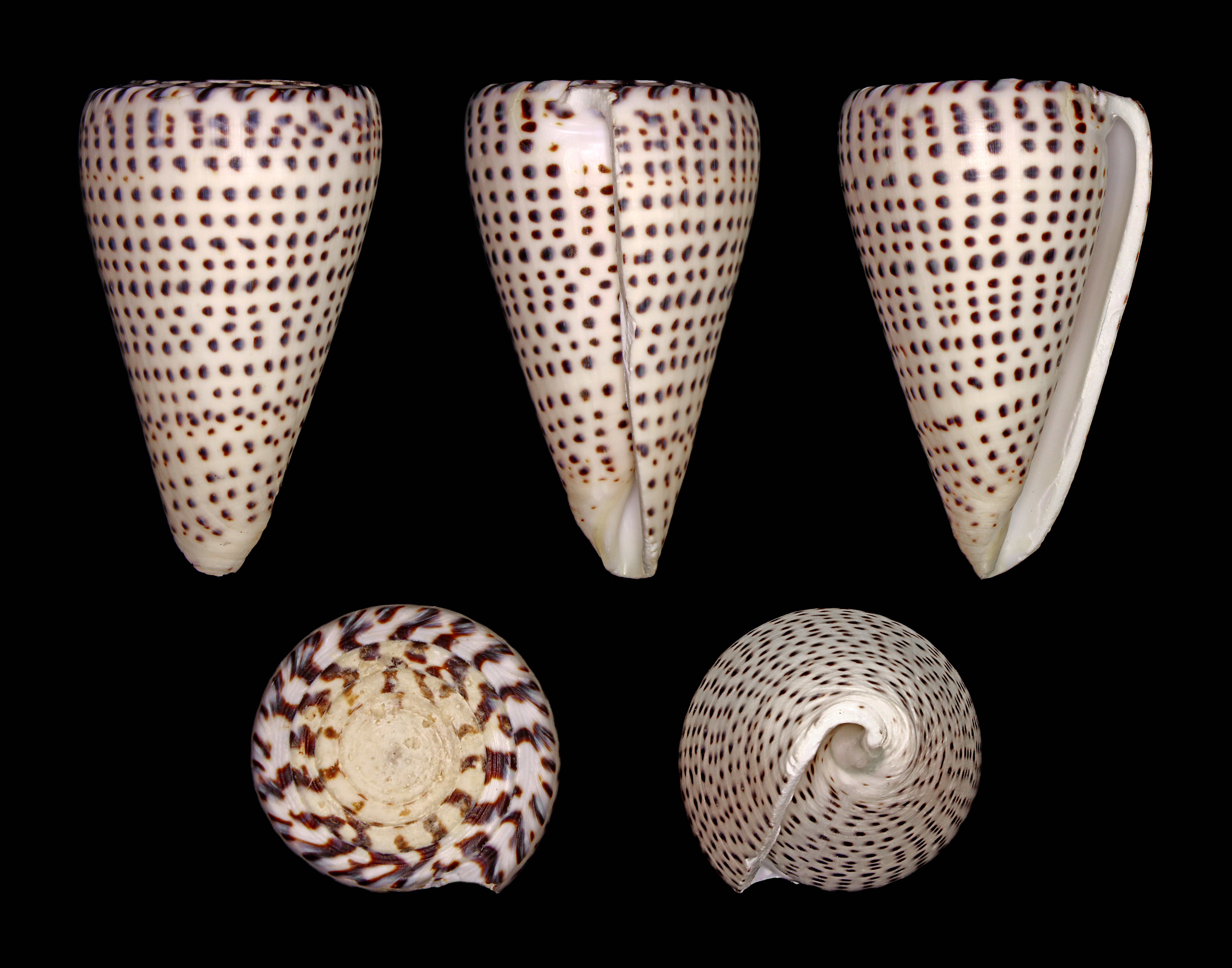
Vỏ ốc Conus leopardus

## Hình ảnh

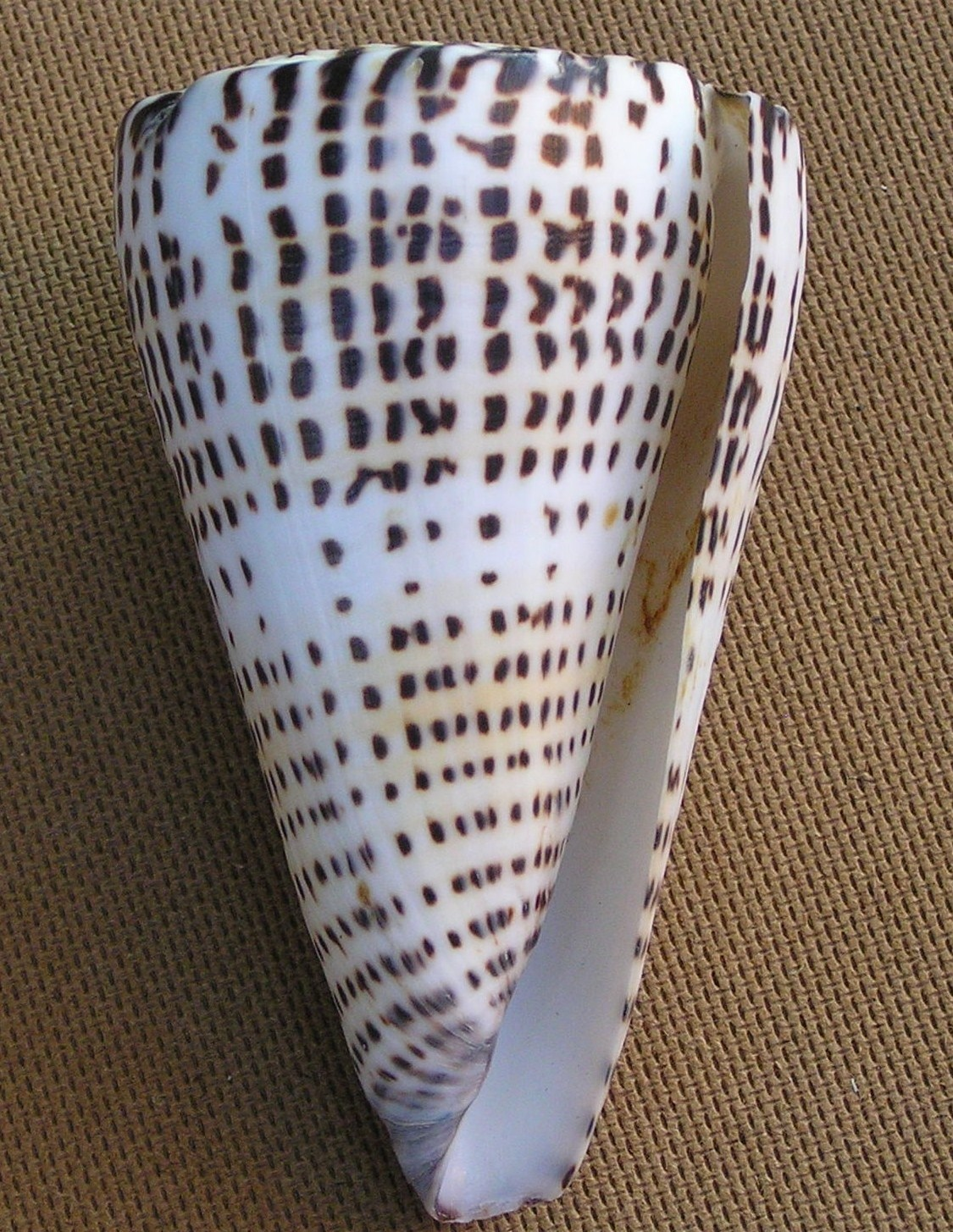
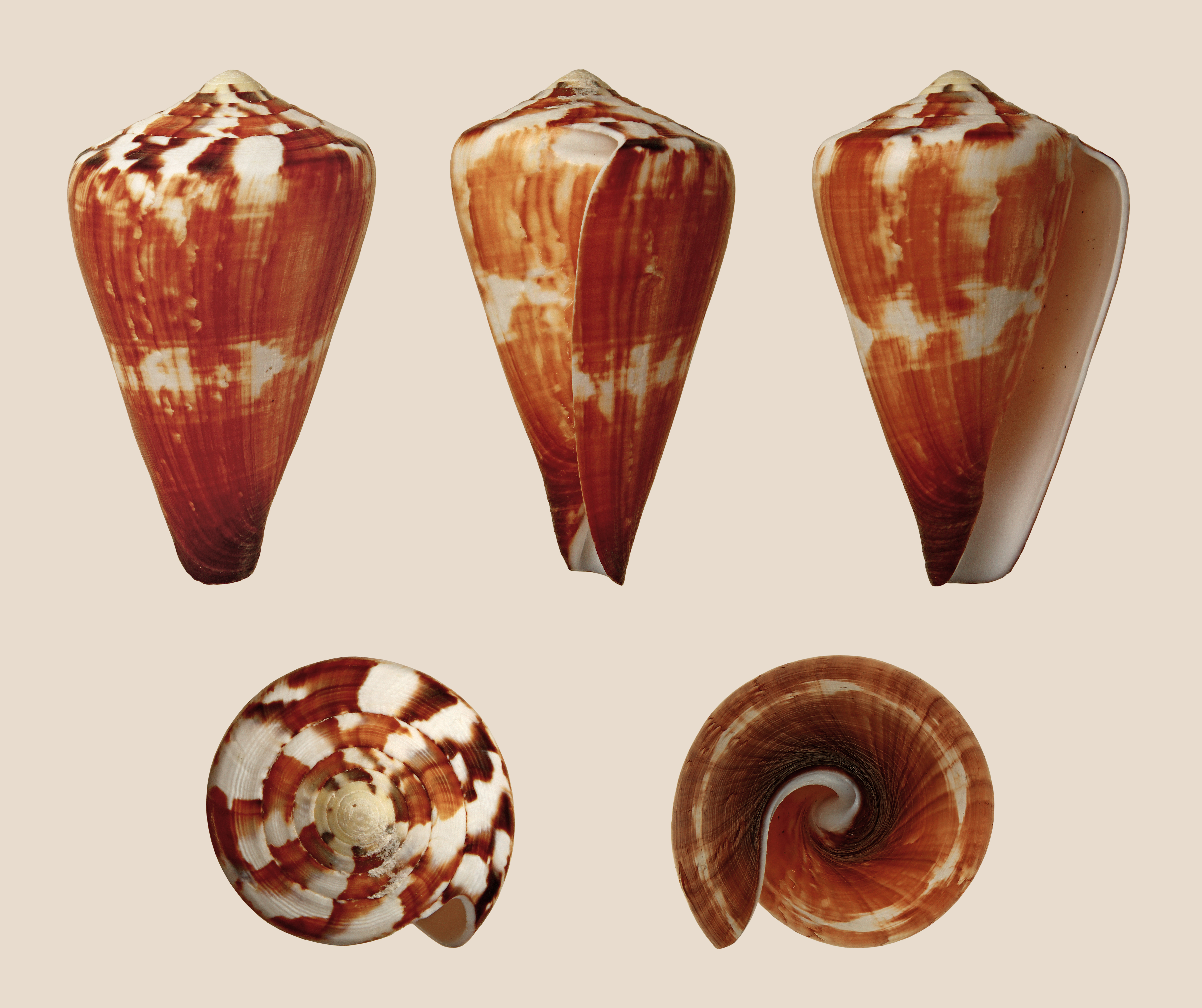
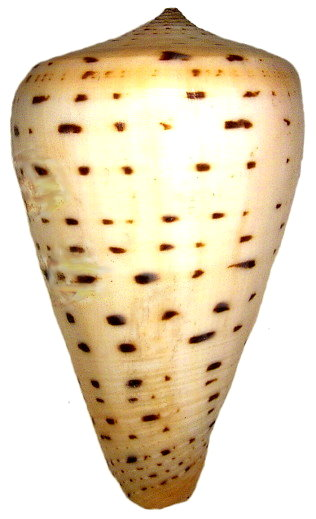
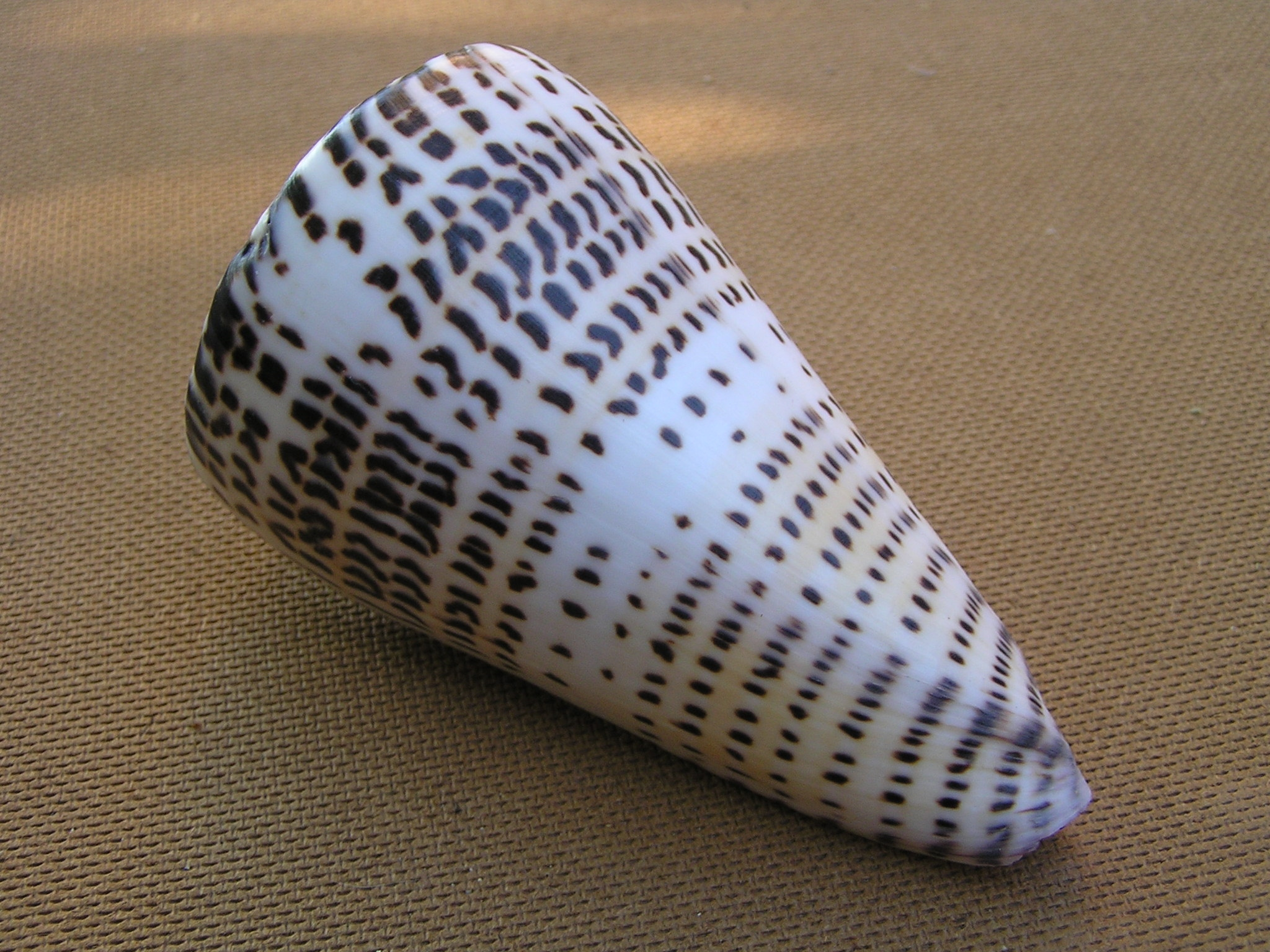